# Barrière d'Italie
Barrière d'Italie (česky Italská brána) byla městská brána opevnění v Paříži. Nacházela se na místě dnešního náměstí Place d'Italie ve 13. obvodu.

## Historie
Brána se původně nazývala barrière Mouffetard později barrière de Fontainebleau, a rovněž barrière des Gobelins a barrière de Choisy. Jednalo se o bránu postavenou v 18. století v hradbách Fermiers généraux, které sloužily ke kontrole zdaněného zboží dováženého do Paříže. Součástí brány byl správní pavilon, který postavil architekt Claude Nicolas Ledoux (1736-1806).
Hlavní ulice vedoucí k bráně byly Rue Mouffetard, Boulevard de l'Hôpital, Route de Fontainebleau (dnešní Avenue d'Italie) a Boulevard des Gobelins (dnes Boulevard Auguste-Blanqui).
Stavby byly zbořeny v roce 1877 a na jejich místě vzniklo okrouhlé náměstí Place d'Italie